# U TV
Az U TV egy román zenecsatorna, mely 2005. április 9-én indult. Az első interaktív zenecsatorna az országban. A csatorna legfőképpen a 15-29 év közötti fiatalokat célozza meg zenei kínálatával. A csatorna az UTI csoport tulajdonában van, Tiberiu Urdareanu a vezetője, központja Bukarestben van. A zenecsatorna Magyarországon is elérhető. A csatorna 2011. májusa óta az RCS & RDS cég tulajdonában van.